# Albert Zirkler
Albert Franz Zirkler (* 5. September 1891 in Dresden; † 5. August 1971 in Radebeul) war ein deutscher Lehrer, Volkskundler und Mundartforscher.

## Leben
Nach dem Besuch des Lehrerseminars in seiner Geburtsstadt Dresden wurde er zunächst Mittelschullehrer in Meißen, anschließend in Dresden, wo er bis 1945 amtierte. Nach Ende des Zweiten Weltkrieges ging er als Lehrer nach Radebeul, wo er bis zum Erreichen des Rentenalters 1956 wirkte.
1927 gab Zirkler das Hausbuch sächsischer Mundartdichtung in Leipzig heraus, wodurch er die Mundartpflege in Sachsen wesentlich förderte und zu einer Aufwertung der sächsischen Mundarten beitrug. Gemeinsam mit Adolf Spamer gab er ab 1928 im Verlag Brandstetter die Publikationsreihe Sächsisches Volkstum heraus und gründete mit Spamer und anderen Volkskundlern 1929 die Freie Vereinigung für Volkskunde Dresden, die drei Jahre später in Verein für Volkskunde Dresden umbenannt wurde. Die Leitung dieses Vereins hatte er bis zu dessen Auflösung 1945 inne.
In der Zeit des Nationalsozialismus wurde Zirkler Hauptreferent für Mundartschrifttum im Heimatwerk Sachsen, Gaubeauftragter für Mundartschrifttum in der Landesstelle für Volksforschung und Volksbundpflege im Gau Sachsen des NS-Lehrerbundes, Fachberater für Mundartschrifttum in der Landesleitung der Reichsschrifttumskammer beim Landeskulturwalter im Gau Sachsen und Leiter des Lektorates Mundartschrifttum beim Gauschulungsamt der NSDAP im Gau Sachsen. Er wurde als Treuhänder des sächsischen Mundartschrifttums verehrt.
Nach Ende des Zweiten Weltkrieges arbeitete er weiter an der Forschung zu den (ober-)sächsischen Mundarten, wurde Mitglied des Deutschen Schriftstellerverbandes und Mitglied des Dresdner Bezirksfachausschusses Volkskunde im Kulturbund der DDR.
In der Sowjetischen Besatzungszone wurden die von Zirkler zusammengestellten Schriften Sudetenland – geknechtet und befreit! (Merseburger, Leipzig 1939) und das von ihm auch bearbeitete Die Geschichte Grunas und seiner Schule (Hans-Schemm-Schule, Dresden 1940) auf die Liste der auszusondernden Literatur gesetzt.